# 임병찬
임병찬(林炳瓚, 1851년 2월 5일 ~ 1916년 5월 23일)은 최익현과 함께 거병했던 구한말의 의병장이다. 본관은 평택이며 최익현의 제자이며 단식 순국하였다. 아호는 돈헌(遯軒)이다.

## 생애
전라북도 군산에서 출생으로 한학을 공부했다. 1883년 호남 지방에 흉년이 들었을 때 거금을 희사하여 구휼하는 등 이 지역에서 존경 받는 유림으로 활동했다. 낙안군(현 순천시 낙안읍) 군수로도 근무했으나 관직보다는 학문과 교육에 뜻을 두어, 고향의 회문산 인근에서 제자를 기르는 데 전념했다.
1905년 을사조약이 강제로 체결되자 척화파인 유림들 사이에서는 의병 운동을 일으키고자하는 움직임이 고조되었다. 경기도의 최익현이 호남으로 내려와 정읍에서 의병을 준비할 때 여기에 합류하였고, 그해 6월 4일 정읍의 무성서원에서 거병했다.
이들은 며칠 동안 인근 고을을 차례로 점령했으나, 순창에서 관군의 공격을 받아 패퇴하면서 최익현과 임병찬 등 지도부가 일본군에게 체포되었다. 그는 대마도에 감금되었다가 1907년 풀려났다. 고령이었던 최익현은 대마도에서 사망했다.
1910년 한일 병합 조약이 체결된 후, 고종은 밀지를 보내 독립의군부를 구성할 것을 명하고 의병 항쟁을 독려했다. 그는 1912년과 1913년 거듭 호남 지방을 담당하는 전라남북도 순무대장에 임명한다는 밀지를 받고 이를 받아들였다.
그는 서울을 오가며 전국적인 규모의 독립의군부 조직을 결성했고, 1914년 5월에 거사일을 정하여 독립을 선언할 계획을 세웠다. 그러나 독립의군부의 김창식이 일본 경찰에 체포되면서 지도부가 연쇄 체포되어 계획은 실행에 옮겨보지 못했고 조직은 와해되었다. 임병찬도 이때 체포되어 거문도에 유배형을 선고 받고 유배지에서 단식 투쟁 끝에 사망했다.
1962년 건국훈장 독립장이 추서되었다. 독립의군부에 참가했던 아들 임응철, 손자 임수명, 최익현과의 첫 거병 때 동참했던 동생 임병대는 모두 의친왕 망명을 꾀한 대동단에 참가하여 건국훈장이나 건국포장을 추서 받은 독립 운동가들이다.

## 참고 문헌
- 최익현
- 유인석
- 이항로
- 고능선
- 김복한
- 김창숙

## 참고자료
- 대한민국 국가보훈처, 이 달의 독립 운동가 상세자료 - 임병찬, 1994년
- 정읍시청, 임병찬창의유적지

1. ↑  임병찬 , 1851 - 공훈전자사료관